# Beriev
Beriev (en ruso: Бериев), formalmente PJSC «aviones Beriev» anteriormente conocido como la oficina de diseño (OKB) Beriev, es un diseñador y fabricante de Rusia, especializado en aviones anfibios. Esta oficina fue fundada en la ciudad de Taganrog en el año 1934, como OKB-49 por Gueorgui Mijáilovich Beríyev (también transcrito Beriev). Actualmente forma parte de la corporación estatal Corporación de Aeronaves Unidas (OAK).

## Aeronaves diseñadas por Beriev

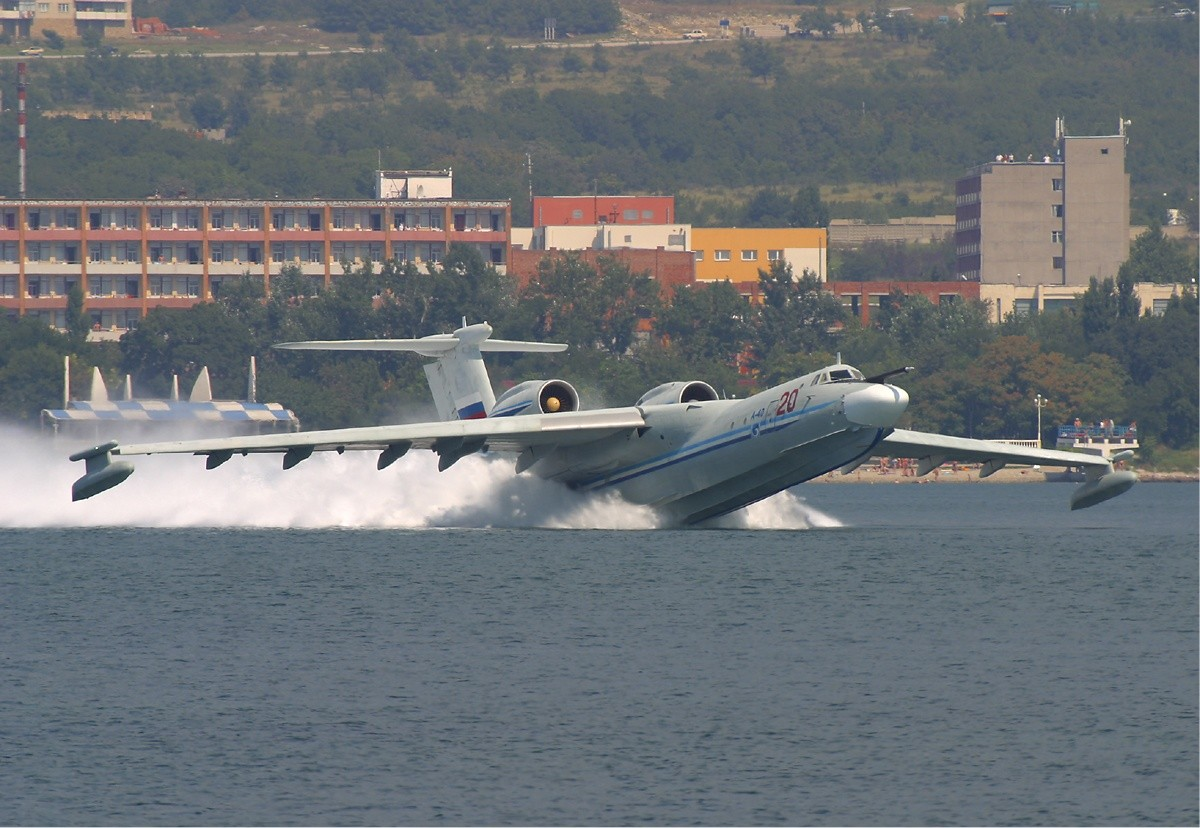
Beriev A-40 Mermaid.

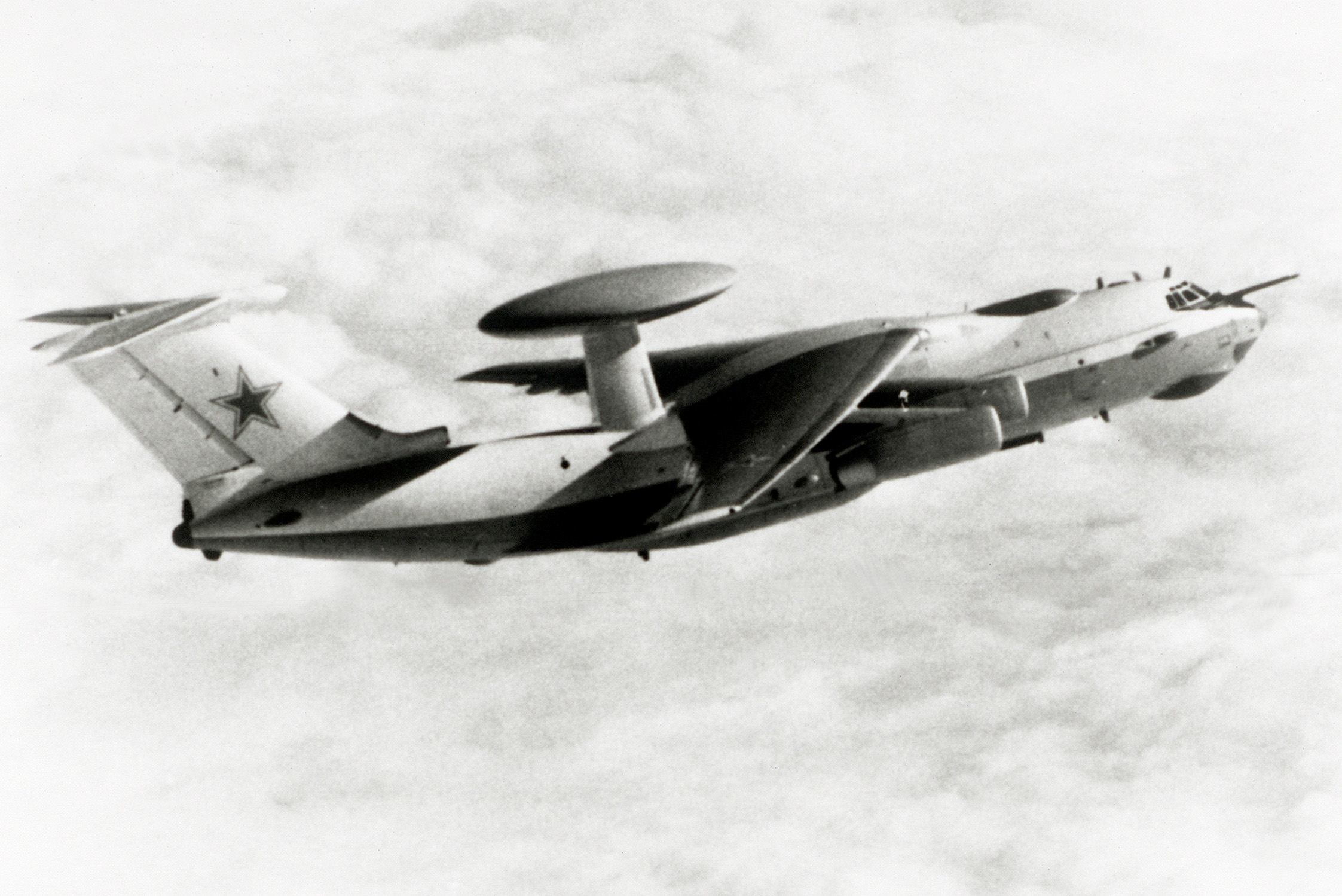
Beriev A-50 Shmel.

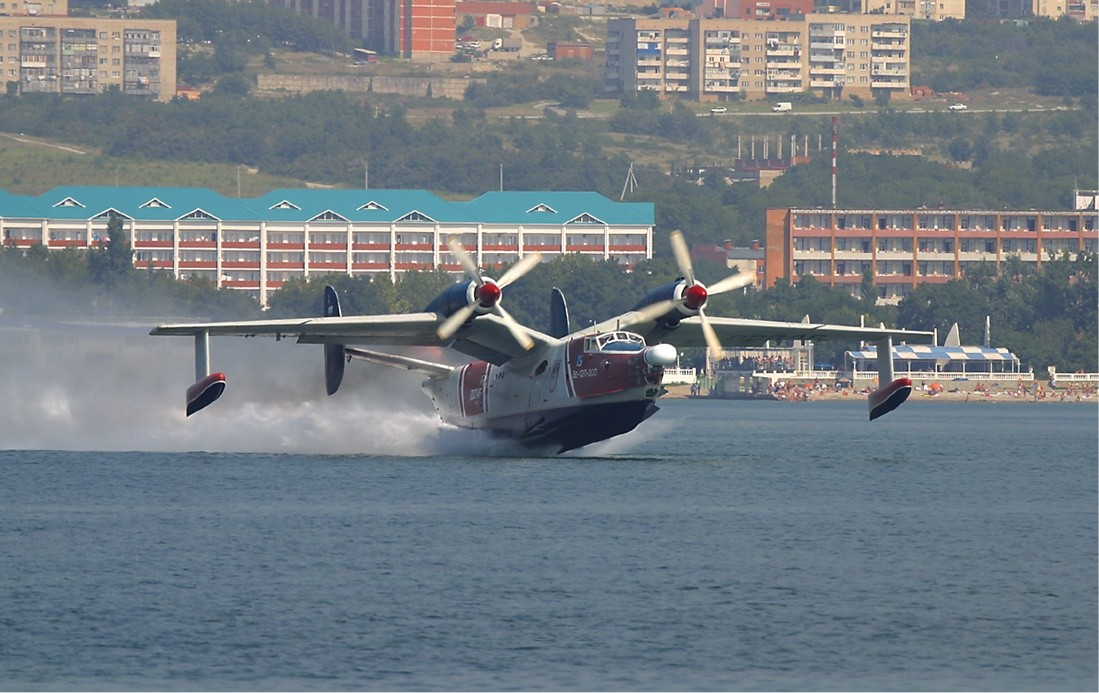
Beriev Be-12 Chayka.

- Beriev A-40 'Albatros' - el mayor avión anfibio multipropósito del mundo.
- Beriev A-50 'Shmel' - un Ilyushin Il-76 modificado para tareas AWACS
- Beriev A-60
- Beriev Be-1 - prototipo.
- Beriev Be-2 (KOR-1) - Hidroavión de reconocimiento embarcado
- Beriev Be-4 (KOR-2) - Hidrocanoa biplaza de reconocimiento embarcado
- Beriev Be-6 - Hidrocanoa de reconocimiento marítimo y bombardeo
- Beriev Be-8 - Hidrocanoa anfibio de cometidos generales
- Beriev Be-10 - Hidrocanoa de patrulla marítima y reconocimiento
- Beriev Be-12 'Tchaika' - Anfibio de patrulla marítima
- Beriev Be-30 - Transporte tren aterrizaje fijo de tercer nivel
- Beriev Be-101
- Beriev Be-103 Bekas
- Beriev Be-112
- Beriev Be-200
- Beriev Be-32
- Beriev A-42 versión modernizada del A-40
- Beriev A-42PE
- Beriev Be-2500 Neptun
- Beriev MBR-2 - Hidrocanoa de bombardeo y reconocimiento de corto alcance
- Beriev R-1 - hidroavión experimental a reacción de reconocimiento y bombardeo
- Bartini Beriev VVA-14